# Центр середземноморської археології Варшавського університету
Центр середземноморської археології Варшавського університету імені Казімежа Міхаловського (пол. Centrum Archeologii Śródziemnomorskiej im. Kazimierza Michałowskiego; англ. Polish Centre of Mediterranean Archaeology) — незалежний науково-дослідний інститут Варшавського університету. Він займається організацією, реалізацією та координацією археологічних досліджень, як розкопок, так і дослідницьких проєктів, а також проєктів з консервації, реконструкції та реставрації у північно-східній Африці, на Близькому Сході та на Кіпрі. Проєкти включають об'єкти, що охоплюють широкий хронологічний спектр від світанку цивілізації (доісторичні часи) через усі історичні періоди стародавніх середземноморських цивілізацій до пізньої античності та раннього ісламу. Крім польових робіт, до завдань Центру входить всебічне документування знахідок, управління архівами та публікація результатів відповідно до міжнародних стандартів досліджень. Він керує Дослідницьким центром у Каїрі та Польським археологічним відділом у Хартумі.

## Історія
Центр середземноморської археології спирається на новаторську археологічну роботу польського археолога і єгиптолога професора Казімежа Міхаловського. З 1990 року він є безпосереднім продовжувачем діяльності Дослідницького центру в Каїрі, центру середземноморської археології Варшавського університету, який Міхаловський заснував у 1959 році. Це була перша польська установа, присвячена археологічним дослідженням у долині Нілу.

## Конференції
Центр є співорганізатором щорічних конференцій «Поляки на Нілі» та «Поляки на Близькому Сході», на яких представляються результати розкопок, проведених польськими колективами. Він був співорганізатором низки визначних міжнародних конференцій, зокрема «11-ї Міжнародної конференції нубіїстики» у 2006 році, «8-го Міжнародного конгресу археології стародавнього Близького Сходу» у 2012 році та «Червоного моря 8» у 2017 році.